# European Security Academy
European Security Academy – ośrodek szkolenia w Polsce, szkolący siły bezpieczeństwa, organy policyjne i wojskowe oraz prywatne firmy ochroniarskie.

## Historia
ESA została założona w 2008 r. przez dr Andrzeja Bryla i jest kontynuacją tradycji szkoleniowych Centrum Szkolenia Specjalnego (pierwszego w Europie założonego w 1992 r. ośrodka szkolenia dla służb mundurowych i cywilnych agencji ochrony). Po raz pierwszy firma została zaprezentowana na targach zbrojeniowych IWA w Norymberdze w 2009 r. W latach 2010–2012 firma wystawiała się również na targach LAAD w Brazylii, Milipol w Katarze oraz Defence EXPO w Tajlandii, dzięki czemu uzyskała renomę na całym świecie. W 2010 r. European Security Academy przeprowadziła kompleksowe szkolenie dla biura ochrony rządu Libii. Był to czteromiesięczny projekt, który przygotował agentów do pełnienia służby dla najważniejszych osób w państwie, w tym Muamara Kaddafiego i członków jego rodziny.
W 2013 r. kanał Discovery Channel wyemitował serię sześciu odcinków „Secret World of Bodyguards” pokazujących działania szkoleniowe w European Security Academy. Rok później, telewizja Canal+ wypuściła dziesięć odcinków serii o nazwie „Elita Bodygardów”, która była kontynuacją „Secret Bodyguards” i ukazywała działania instruktorów ESA oraz absolwentów jej szkoleń w operacjach na całym świecie – m.in.: Iraku, Brazylii, Kolumbii czy Zatoce Adeńskiej.
European Security Academy prowadzi szkolenia z zakresu ochrony osobistej, morskiej, w warunkach wysokiego ryzyka (PMC), pierwszej pomocy przedmedycznej oraz strzelania. Nauka jest akredytowana przez brytyjski system edukacji i kwalifikacji takie jak City & Guilds, Pearson czy Highfield. Akademia prowadzi również kursy dla funkcjonariuszy policji oraz wojska. Szkolenie w ESA przeszły m.in. jednostki z Unii Europejskiej, takie jak oddział specjalny Żandarmerii Wojskowej z Polski czy holenderska jednostka specjalna BSB. Prowadzi także działalność konsultingową dotyczącą bezpieczeństwa.
Ośrodek szkoleniowy ESA znajduje się w Włościejewkach, koło Książa Wielkopolskiego w zachodniej Polsce i jest największym prywatnym ośrodkiem szkoleniowym z zakresu ochrony w Europie.